# Legio XVI Flavia Firma

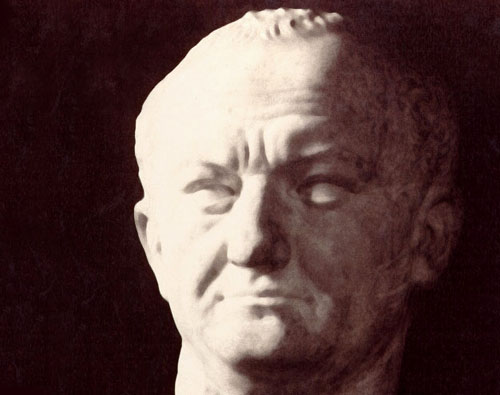
L'Augusto Vespasiano.

La Legio XVI Flavia Firma (salda legione Flavia) era una legione romana, creata dall'imperatore Vespasiano nel 70, incorporando reparti della XVI Gallica, che si era arresa durante la rivolta dei Batavi.

## Storia
Una volta terminata la guerra civile e volgendo ormai verso la conclusione la prima guerra giudaica, la legio XII Fulminata e la XVI Flavia Firma furono destinate alla provincia di Cappadocia dal 71, la prima con destinazione Melitene e la seconda fu Satala, a protezione del confine dell'Eufrate.
La XVI ci rimase fino alla fine principato di Traiano, quando al termine delle campagne militari contro la Partia alle quali prese parte, fu rimpiazzata dalla legio XV Apollinaris per poi essere inviata per ordine di Adriano a Samosata, nella provincia di Siria, dove rimase stabilmente nei secoli che seguirono.
Conosciamo il nome del suo legatus legionis al tempo del regno congiunto di Settimio Severo e Caracalla (iscrizione datata al 205), un certo Mario Perpetuo.
Nel IV secolo la legione, accampata a Sura (Siria), aveva ancora il compito di sorvegliare la frontiera sull'Eufrate.
Il suo simbolo era Pegaso, malgrado in passato si fosse pensato che fosse un leone.

### Fonti secondarie
- AAVV., Atlante Storico De Agostini, Novara 1979.
- Julian Bennett, The cappadocian frontier: from the Julio-Claudians to Hadrian, in 18th International Congress of Roman Frontier Studies, a cura di P.Freeman, J.Bennett, Z.T.Fiema e B.Hoffmann, Oxford 2002.
- D.B.Campbell, Roman legionary fortresses 27 BC - AD 378, Oxford 2006.
- T. Cornell e J. Matthews, Atlante del Mondo romano, Novara 1984.
- Y. Le Bohec, L'esercito romano da Augusto a Caracalla, Roma 1992.
- E. Luttwak, La grande strategia dell'Impero romano, Milano 1991.
- H. Parker, The roman legions, New York 1958.
- G. Webster, The roman imperial army, Londra-Oklahoma 1998.